# Умирай трудно 3
„Умирай трудно 3“ (на английски: Die Hard with a Vengeance) е американски екшън филм от 1995 г. на режисьора Джон Мактиърнън, с участието на Брус Уилис в ролята на Джон Макклейн. Това е третият филм от едноименната филмова поредица.

## Сюжет
Внимание:  Текстът по-долу разкрива сюжета на произведението (или части от него)!
В Ню Йорк избухва бомба в универсалния магазин „Bonwit Teller“. Малко по-късно в полицейското управление се обажда човек, наричащ себе си „Саймън“, който казва, че е организирал бомбения атентат и заплашва да взриви друга бомба, ако ченгето Джон Макклейн не бъде изпратено в Харлем, където да окачи на врата си банер с чудовищно расистки лозунг и просто да върви по улицата. Шефът на полицията Коб открива Макклейн, който, след като се е разделил със съпругата си, пие алкохол почти всеки ден и затова е отстранен от полицията. Осъзнавайки, че неподчинението ще предизвика нова терористична атака, Маклейн поставя плаката и скоро е нападнат от банда чернокожи улични бандити. Конфликтът прераства в побой над Макклейн, но тогава се намесва якият афроамериканец Зевс Карвър, местен жител и собственик на малък магазин в Харлем. Въпреки че искрено нехаресва „белите“, той все пак спасява Макклейн от сигурна смърт и заедно с него бяга от ядосаните хулигани в едно такси.
А „Саймън“ продължава своята странна и смъртоносна игра. Сега той нарежда на Макклейн и Карвър да стигнат до метростанция „Уолстрийт“ възможно най-бързо, за да обезвредят бомба в един от влаковете. Макклейн успява да намери бомбата във вагона и дори я хвърля на релсите, но силната експлозия унищожава метростанцията и влака. В този момент ФБР и ЦРУ идват на помощ на обърканите нюйоркски полицаи. Те информират Макклейн и Карвър, че „Саймън“ е Питър Криг – бивш полковник от армията на ГДР, превърнал се в терорист. Но истинското име на „Саймън“ е Саймън Питър Грубер и той е брат на същия Ханс Грубер, когото Макклейн хвърли от небостъргач в Лос Анджелис няколко години по-рано. По това време Саймън, който наблюдава срещата на Макклейн с ФБР и ЦРУ през бинокъл, съобщава, че в едно от градските училища е поставена мощна бомба, която трябва да избухне след два часа. Полицията трябва да спре да използва своите уоки-токита, защото атентаторът казва, че бомбата е настроена на честотата на полицейското радио. Саймън предлага да съобщи на властите местоположението на училището, ако Макклейн и Карвър изпълнят друга задача, предупреждавайки, че той ще детонира експлозивите, ако се направи опит за евакуация на училището. Макклейн и Карвър отиват в парка, където решават задача с две бутилки, които трябва да съберат определено количество вода, а всички специални служби на Ню Йорк (полиция, пожарникари, спасители и други) се втурват да търсят бомбата из училищата в града.
По това време Саймън, маскиран като комунален инженер, спокойно пристига със своите помощници в трезора на Федералния резерв на САЩ. Няма полиция, а алармата е изключена. След като убиват няколкото охранители на трезора, бандитите измъкват цялото злато от трезора (на стойност 140 милиарда долара) с булдозери, натоварват го в 14 откраднати камиона и спокойно си тръгват. Те са преследвани от Макклейн и Карвър, които са разгадали плана на бандитите. Партньорите разбират, че бомбите, експлозиите и глупавите задачи се изпълняват само с една цел – да се премахне полицията от трезора със златото. Вземайки един от камионите със злато, Макклейн тръгва след Саймън. Терористите взривяват и наводняват тунела, през който се движат камионите, но Макклейн се разминава на косъм със смъртта. Заедно с Карвър той влиза в танкер, където Саймън и неговите бандити носят откраднатото злато, но попада в лапите на престъпниците. Макклейн и Карвър се свързват един с друг и триумфиращият Саймън им разказва плана си. Оказва се, че бомбата в училището е фалшива, а танкерът е планирано да бъде взривен и потопен с цялото злато, за да се дестабилизира световната икономика. Заедно с танкера ще умрат и Макклейн и Карвър. На раздяла Саймън хвърля бутилка аспирин на Макклейн, който се оплаква от главоболие. Скоро експлозивно устройство избухва, танкерът е взривен, но Макклейн и Карвър успяват да се отвържат в последния момент, скачат във водата и се спасяват.
Макклейн информира пристигащата полиция, че нито едно от откраднатите кюлчета не е било натоварено в танкера, а на дъното на залива лежат парчета стомана. Докато се опитва да се обади на бившата си съпруга Холи, Макклейн поглежда шишенцето с аспирин, оставено му от главния терорист, и забелязва, че лекарството е закупено от паркинг за камиони в канадската провинция Квебек, на границата между Канада и САЩ. Осъзнавайки, че това може да е мястото, където Саймън е със златото, Макклейн и полицията, се втурват натам. Те успяват да заловят бандитите, но Саймън и бодигардът му Катя се опитват да се измъкнат с хеликоптер. Макклейн стреля по жиците на високоволтовата линия, те падат върху хеликоптера, карайки го да се разбие в земята и да експлодира. Докато ченгетата празнуват своя триумф, Карвър убеждава Макклейн да се обади отново на Холи.

## Актьорски състав
| Актьор          | Роля                                                            |
| --------------- | --------------------------------------------------------------- |
| Брус Уилис      | Джон Макклейн – полицейски детектив от Ню Йорк                  |
| Джеръми Айрънс  | Саймън Питър Грубер – лидер на терористите, брат на Ханс Грубер |
| Самюъл Джаксън  | Зевс Карвър – собственик на магазин в Харлем                    |
| Лари Бригман    | Уолтър Коб – полицейски комисар, шеф на Макклейн                |
| Греъм Грийн     | Джо Ламбърт – полицейски офицер                                 |
| Колийн Камп     | Кони Ковалски – полицейски офицер                               |
| Шарън Уошингтън | Джейн – полицейски офицер                                       |
| Кевин Чембърлин | Чарлз Вайс – полицейски офицер и сапьор                         |
| Сам Филипс      | Катя – личен бодигард и любовница на Саймън Грубер              |
| Алдис Ходж      | Реймънд – терорист                                              |
| Тони Халме      | Роман – терорист                                                |
| Никълъс Уайман  | Матиас Тарго – терорист                                         |
| Аасиф Мандви    | шофьор на такси                                                 |
| Елвис Дюран     | радио диджей                                                    |
| Джон Доман      | бригадир на строителна площадка                                 |

## Снимачен процес
- Този филм е най-касовият филм в света през 1995 г. В САЩ филмът събира само 100 милиона долара (той е само 10-и сред боксофиса в САЩ), но по света събира огромна сума за онези времена – 266 милиона долара. Следващият филм, който постига това (да събере много повече по света, отколкото в Съединените щати), е „Трансформърс: Ера на изтребление“ през 2014 г.
- Сценаристът Джонатан Хенслей е задържан от ФБР, след като завършва сценария за филма, защото според ФБР знае твърде много за Федералния златен резерв в центъра на Манхатън. В отговор Хенслей заявява, че е получил цялата информация от статия, написана в New York Times.
- Първоначално 20th Century Fox моли сценариста Джонатан Хенслей да премахне сцената с Макклейн, който се разхожда из Харлем с расистки надпис. В отговор Хенслей заплашва, че ще отнесе сценария в друго студио и 20th Century Fox се отказват от исканията си.
- Брус Уилис лично предлага на режисьорите Самюел Л. Джаксън за ролята на Зевс. След като получава ролята, Джаксън е във възторг, тъй като е дългогодишен фен на франчайза. „Гледах първия филм може би тридесет пъти“, казва Джаксън.
- Рекламният плакат, носен от Брус Уилис по време на снимките в Харлем, е напълно празен, расисткият надпис е добавен по време на CGI монтажа на филма.
- За сцената във филма създателите на филма планират да взривят платения път „Hutchinson River Parkway“, като тогавашният губернатор Марио Куомо трябва лично да натисне бутона за взрива. Местните жители обаче протестират толкова силно, че идеята за експлозията е отменена.
- Представяйки се за комунален инженер, Саймън Грубер използва умишлено американски акцент, за да заблуди опонентите си. Същият трик е използван от брат му Ханс в „Умирай трудно“ (1988). Подобно на брат си, Саймън също използва ситуацията със заложниците като прикритие за голям обир и въпреки постоянните взаимодействия между него и Макклейн, те не се срещат лично до края на филма.
- В този филм Джон Макклейн не убива злодея повече от час, което е рекорд за целия франчайз „Умирай трудно“.
- Мостът, от който Макклейн и Зевс скачат на контейнерния кораб в пристанището, е мостът над река Купър, свързващ Чарлстън и Маунт Плезънт в Южна Каролина. Новият мост е открит през юли 2005 г., а двата съществуващи преди това моста, които дълго време са символ на Чарлстън, бяха разрушени. Последната битка между Макклейн и Саймън на паркинга за камиони в Квебек, всъщност е заснета в Джесъп, Мериленд.
- Загадката с бутилката с вода се появява във филма, защото сценаристът Джонатан Хенслей като дете не можал да реши задачата на училищен изпит.
- Както в „Умирай трудно“ (1988), животът на Макклейн отново е спасен от пистолет, залепен на гърба му, въпреки че този път самият той не използва пистолета.
- За да може Самюъл Л. Джаксън да се „удави“ по-добре по време на подводни снимки, на краката му са вързани торби с пясък.
- Режисьорът Джон Мактиърнън отказва да режисира „Батман завинаги“ (1995), за да направи този филм.
- Джон Макклейн винаги носи часовника си от вътрешната страна, защото в реалния живот Брус Уилис също носи часовника си по този начин.
- Режисьорът Джон Мактиърнън харесва камиона Mack от 1961 г. толкова много, че го купува след края на филма.
- Сцените с експлозия в метрото са заснети в изоставено хранилище за ядрени ракети в Чарлстън, Южна Каролина.
- За да изглеждат по-впечатляващи, по-високи и буквално да „висят“ над Макклейн, някои от актьорите, които играят гангстерите, са стъпили на кутии по време на съвместните сцени.
- Сам Филипс в интервю казва, че епизодът, в който героинята ѝ Катя използва нож, за да пререже гърлото на охранител, не се получавал. Но веднага щом Сам забелязва, че актьорът, който играе охраната, изглежда като човек, когото тя презира, тя лесно го „убива“ и епизодът е заснет.
- Фонтанът в Томпкинс Скуеър Парк е построен само за снимките и след това е демонтиран.
- Първоначално Дани Кенън е поканен да режисира, но той избира да режисира филма „Съдия Дред“ (1995) със Силвестър Сталоун.
- В реалния живот Алън Рикман е с две години по-голям от Джеръми Айрънс, въпреки че Айрънс играе по-големия брат във филмовия франчайз „Умирай трудно“.
- В оригиналната версия, когато училищнaта бомба се оказва фалшива и експлодирайки започва да излива сироп върху сапьора Чарлз Вайс, той възкликва: „Царевичен сироп?!?“. В европейските и по-късните американски версии Чарлз крещи „Палачинков сироп?!?“
- Секс сцената между Саймън и Катя е добавена в последния момент, защото режисьорът Джон Мактиърнан знаел, че филмът ще получи рейтинг R и може да постави секс сцената и във филма.
- За да изнесат наведнъж цялото злато от Федералния резерв, злодеите ще имат нужда не от 14, а от цели 480 камиона.
- В интервю Самюел Л. Джаксън казва: „Зевс е най-близкият герой до моята личност, който някога съм играл.“
- Когато Зевс Карвър взема златно кюлче от Федералния резерв, той казва: „По дяволите, това е тежко“. Стандартно златно кюлче, съхранявано от Федералния резерв, тежи приблизително двадесет и пет фунта (11,33 кг). По време на снимките на режисьора Мактиърнан и Джаксън е позволено да държат в ръцете си истинско златно кюлче от Федералния резерв на САЩ.
- Първоначално Лорънс Фишбърн е избран за ролята на Зевс, но той отказва.
- Сцените с преследване в тунел са заснети във водния тунел №3 на Ню Йорк – недовършен акведукт, свързващ града с планината Катскил в северната част на Ню Йорк.
- Паркът на върха на гара Уолстрийт във филма всъщност е празен парцел, който е озеленен за снимките. След като снимките приключват, „паркът“ отново се превръща в пустош.
- Сам Филипс – поп певица в реалния живот – е поканена да се яви на прослушване за ролята на Катя, защото кастинг директорът много харесва снимката ѝ на обложката на компактдиска на Филипс.
- Сър Шон Конъри е първият избор на режисьора Джон Мактиърнън за ролята на Саймън Грубер, но Конъри отказа ролята, като казва, че не иска да играе такъв злодей. Тогава за ролята на Грубер е поканен актьорът Дейвид Тюлис, който след известно време също отказва ролята и накрая е избран  Джереми Айрънс.
- Джонатан Хенслей първоначално написва сценария, наречен „Саймън каза“, като третата част за филма „Смъртоносно оръжие“. Въпреки това 20th Century Fox отказва да продаде сценария на продуцента Джоуел Силвър и Хенслей трябва да адаптира сценария за франчайза „Умирай трудно“. Той трябва леко да промени сюжета и някои от героите. Например в оригиналния сценарий героят Зевс е жена, но в преработения сценарий той става мъж.
- Както при първия филм от франчайза „Умирай трудно“, немският език, говорен от бандитите, е предимно граматически неправилен. В немската версия на филма всички фрази са граматически правилни, отговарят на контекста, а някои от терористите дори имат източногермански акцент.

## Дублажи
| Преводачи          | Надя Баева Георги Савов Боряна Петрова                                      |
| Тонрежисьор        | Добромир Чочов                                                              |
| Озвучаващи артисти | Таня Димитрова Калин Сърменов Даниел Цочев Станислав Пищалов Мариан Маринов |

| Преводач            | Христо Христов                                                                  |
| Тонрежисьор         | Стефан Македонски                                                               |
| Режисьор на дублажа | Чавдар Монов                                                                    |
| Озвучаващи артисти  | Радосвета Василева Здравко Методиев Марин Янев Станислав Димитров Ивайло Велчев |